# Paweł Janas (malarz)
Paweł Janas (ur. 1 czerwca 1976 ) – polski malarz fotorealista.
Ukończył Liceum Plastyczne w Opolu . W latach 1996–1997 studiował w Akademii Sztuk Pięknych w Poznaniu na kierunku edukacja artystyczna, następnie, w latach 1997–2002 w Akademii Sztuk Pięknych we Wrocławiu na kierunku wzornictwo przemysłowe ze specjalnością komunikacja wizualna .
Zawodowo Janas związany jest z branżą reklamową, współpracował z Żabką, Volkswagenem, Eneą, Subway'em, Warką, był dyrektorem kreatywnym w warszawskiej agencji Tequila/TBWA, GPD Agency i Just, poznańskim oddziale agencji GoldenSubmarine i in. 

## Wystawy
Wystawy indywidualne
- 2010: wystawa indywidualna „The Lonesome West” w Galerii m2, o której krytyk sztuki Bogusław Deptuła pisał, że najnowsze zaprezentowane obrazy Janasa, skoncentrowały się na trzech motywach: wybuchach, scenach spadochronowych i autoportretach. Wybuchy ukazane zostały z wysoką precyzją – jako zapis destrukcji o silnym ładunku estetycznym. Sceny spadochronowe podkreślały techniczną biegłość malarską w oddaniu materii chmur i ruchu. A najmniej realistycznie prezentowały się autoportrety, przedstawiające sylwetkę malarza na tle abstrakcyjnych kompozycji. Obrazy wyrażały poczucie samotności artysty w przestrzeni wystawy. Pojawienie się figury malarza stanowiło rzadki gest autoobnażenia i wpisywało się w deklarację Janasa o kulturowo uwarunkowanej, estetycznie kontrolowanej samotności[4] .
- 2002: „Młoda sztuka z Wrocławia” w Wiedniu w galerii „Polart”[2]

Wystawy zbiorowe
- 2005: „6 rano” w galerii „Karowa” w Warszawie
- 2004: „Mieszkanie” w galerii Klimy Bocheńskiej w Fabryce Trzciny w Warszawie
- 2004 i 2003: wystawy finalistów konkursu „Obraz Roku 2003” i „Obraz Roku 2004” w Pałacu Królikarnia w Warszawie
- 2003: „Pamiątka z Wrocławia” w BWA „Awangarda” we Wrocławiu
- 2003: „Design Młodych” w Instytucie Wzornictwa Przemysłowego w Warszawie
- 2002: „Mechanicy Sztuki” w Galerii Sztuki Współczesnej w Opolu
- 2002: „Rzeczywiście, młodzi są realistami” w CSW w Warszawie[2]